# Кисловодск
Кисловодск (рус. Кислово́дск) град је у Русији у Ставропољском крају. Налази се у северном Кавказу. Према попису становништва из 2010. у граду је живело 128.502 становника.
Кисловодск је добио име по околним изворима минералне воде. Град је истовремено и бања.
Крајем 19. и почетком 20. века у Кисловодску су живели многи уметници, аристократе, музичари и интелектуалци (међу којима и Александар Солжењицин).

## Географија
Површина града износи 72 km².

## Становништво
Према прелиминарним подацима са пописа, у граду је 2010. живело 128.502 становника, 1.286 (0,99%) мање него 2002.
| 1939.  | 1959.  | 1970.  | 1979.   | 1989.   | 2002.   | 2010.   |
| ------ | ------ | ------ | ------- | ------- | ------- | ------- |
| 51.315 | 77.998 | 89.571 | 100.932 | 114.414 | 129.788 | 128.553 |

## Кисловодск у литератури
Град је за време царске Русије важио за мондено летовалиште па су се ту сабирали многи угледни људи, од књижевника до официра. Скуп разних људи је често тако описиван и у књигама (Пушкин, Љермонтов). Песница Ана Ахматова град је поменула у стиху „Кавказкое”, којег је написала у Кисловодску 1927.

## Партнерски градови
- Батуми
- Екс ле Бен
- Kiryat Yam